# Thrice Married Woman
Thrice Married Woman (en hangul, 세번 결혼하는 여자; romanización revisada, Sebeon Gyeolhonhaneun Yeoja) también conocida en español como La mujer que se casó tres veces es una serie de televisión de Corea del Sur emitida originalmente entre 2013-2014 y protagonizada por Lee Ji-ah, Uhm Ji Won y Song Chang Eui. Fue transmitida por Seoul Broadcasting System desde el 9 de noviembre de 2013 hasta el 30 de marzo de 2014, finalizando con una longitud de 40 episodios emitidos sábados y domingos a las 21:55 (KST). Inicialmente la serie fue planificada para 32 episodios, pero se decidió extenderla en ocho adicionales.

## Sinopsis
Una historia sobre una mujer y sus dos hijas adultas. La hermana mayor Oh Hyun Soo es una diseñadora de productos para mascotas, mientras que la hermana menor Oh Eun Soo se volvió a casar después de un matrimonio fracasado.

## Reparto

### Personajes principales
- Lee Ji-ah como Oh Eun Soo.
- Uhm Ji Won como Oh Hyun Soo.
- Song Chang Eui como Jung Tae Won.
- Ha Seok Jin como Kim Joon Goo.
- Jo Han Sun como An Kwang Mo.
- Seo Young-hee como Park Joo Ha.

### Personajes secundarios
- Han Jin Hee como Oh Byung Sik.
- Oh Mi Yeon como Lee Soon Shim.
- Kim Ji Young como Jung Seul Ki.
- Kim Yong Rim como Srta. Choi.
- Kim Jung Nan como Jung Tae Hee.
- Kang Boo Ja como Son Bo Sal.
- Kim Ja Ok como Srta. Son.
- Oh Mi Hee como Chun Kyung Sook.
- Jang Hee Jin como Lee Da Mi.
- Son Yeo Eun como Han Chae Rin.
- Heo Jin como Lim Sil Daek.
- Nam Kyung Min como Hannah.
- Lee Chan como Kim In Tae.
- Yang Hee Kyung como Yoo Min Sok.
- Yoo Seo Jin como Min Sun.
- Jung Suk Yong como Diseñador.
- Jung Jae Soon como Hu Young Ja.
- Won Jong Rye como Srta. Min.
- Choi Seok Ho como Cha Dong Il.
- Lee Ji Young como Song Sun Hwa.
- Ha Joon Suk como Jung Soo.
- Jung Cha Woo como Presentador.
- Park Hwi Soon como Presentador.

## Emisión internacional
- Hong Kong: Drama Channel.[4]
- Tailandia: PPTV HD.[5]
- Taiwán: GTV.[6]